# Hemicrepidius soccifer
Hemicrepidius soccifer là một loài bọ cánh cứng trong họ Elateridae. Loài này được LeConte miêu tả khoa học năm 1876.